# The Early Show
The Early Show foi um programa matinal norte-americano transmitido pela CBS as 7h da manhã de Nova Iorque, Estados Unidos, desde 1999. Em 2012 foi substituído pelo CBS This Morning.